# Scream (2NE1)
Scream è un singolo del girl group sudcoreano 2NE1, pubblicato nel 2012. Il brano è stato estratto dall'album giapponese Collection.

## Tracce
Download digitale
1. Scream – 3:42
2. Fire (versione giapponese) – 3:46